# Ollan Cassell
Ollan Conley „Conn“ Cassell (* 5. Oktober 1937 in Nickelsville, Virginia) ist ein ehemaliger US-amerikanischer Leichtathlet, der in den frühen 1960er Jahren als Sprinter erfolgreich war. Er lief Weltrekord und gewann drei Goldmedaillen.
Bei Landesmeisterschaften war er zweimal siegreich:
- 1957: 220 yds MEISTER in 21,0 s. Diesen Titelgewinn hatte er dem kuriosen Umstand zu verdanken, dass infolge von Ungenauigkeiten bei der Vermessung der Bahnen jeder der Finalisten eine andere Bahnlänge lief und seine die kürzeste war – der zeitgleiche Zweitplatzierte Läufer hatte 2 2/3 Yards mehr laufen müssen.
- 1964: 400 m 3. Platz in 46,3 s
- 1965: 440 yds MEISTER in 46,1 s

Cassell besuchte die Appalachia High School in Virginia und anschließend die University of Houston.
Seinen ersten internationalen Erfolg hatte er im Jahr 1963, als er bei den Pan American Games in São Paulo die US-amerikanische Staffel sowohl über 4-mal 100 Meter als auch über 4-mal 400 Meter verstärkte und zwei Goldmedaillen gewann (Siegeszeiten: 40,40 s vor Venezuela in 40,71 s bzw. 3:09,62 min ebenfalls vor Venezuela in 3:12,20 min). Als Einzelläufer gewann er in 21,23 s Silber über 200 Meter zwischen zwei zeitgleichen Venezolanern und kam über 100 Meter auf Platz sechs.
Bei den Olympischen Spielen 1964 in Tokio nahm er an den Einzelrennen über 400 Meter teil und gelangte bis ins Semifinale. Anschließend gewann er mit der US-amerikanischen Staffel seine dritte Goldmedaille. Die Staffel, die in der Besetzung Ollan Cassell als Startläufer, Mike Larrabee, Ulis Williams und Henry Carr antrat, drückte den bestehenden Weltrekord von 3:02,2 min, aufgestellt vier Jahre zuvor bei den Spielen in Rom von Jack Yerman, Earl Young, Glenn Davis und Otis Davis, auf 3:00,7 min. Er hielt bis 1966, als wiederum von einem US-Team erstmals die 3-Minuten-Schallmauer durchbrochen wurde (2:59,6 min).
Nach Beendigung seiner Laufbahn trat Ollan Cassell in die Dienste des US-amerikanischen Leichtathletik-Verbands AAU, für den er von 1970 bis 1997 als Geschäftsführer tätig war. Außerdem war er zehn Jahre lang, von 1976 bis 1986, Vizepräsident der IAAF. Heute ist er Präsident der Indiana Olympian Association sowie Professor für Olympische Sportgeschichte an der University of Indianapolis.